# 戀戀風塵
《戀戀風塵》是一部1986年上映，由侯孝賢執導的台灣電影，是一部刻劃青少年面臨成長抉擇的電影作品。該作品是根據聯合編劇吳念真的親身經歷改編，也是侯孝賢與吳念真合作的三部曲的第一部。

## 劇情簡介
謝文遠與江素雲是青梅竹馬的朋友，居住在偏僻的採礦小鎮九份，每日都一起上下學。畢業後，文遠上台北找工作，在印刷廠工作；一年後，素雲也隨著去工作，在裁縫店裡幫忙；兩人都默默努力工作，期盼能創造出更好的將來。
後來，文遠收到兵單，要去中華民國陸軍金門防衛司令部服役，而素雲則送給阿遠一千零九十六個（逢閏年多一天）寫好自己姓名、地址，並貼好郵票的信封，要他每天寫信回來。
等待文遠的前兩年間，素雲竟愛上了每天幫忙送信的郵差先生，兩人公證結婚。素雲的媽媽不准新人進家門，阿遠的媽媽送了一隻金戒指，哭著說是早就準備好的，素雲聽到忍不住淚流滿面。另一邊，文遠聽聞「兵變」的打擊，難以接受到甚至於嚎啕大哭。
半年後，文遠退伍搭船返鄉，在家裡後院看著阿公種田。阿公說：『顧這些蕃薯，比顧人參還累人......今年颱風來得特別早，而且來了好幾次。阿公種的這些蕃薯，收成一定不好......』

## 人物角色
| 角色名稱       | 演員   | 備註                     |
| -------------- | ------ | ------------------------ |
| 謝文遠（阿遠） | 王晶文 | 江素雲的男友             |
| 江素雲（阿雲） | 辛樹芬 | 謝文遠的女友             |
| 阿公           | 李天祿 | 謝文遠的外公             |
|                | 陳淑芳 | 江素雲的媽媽             |
| 阿英           | 楊麗音 | 江素雲紡織廠同事         |
| 阿琴           | 梅芳   | 謝文遠的媽媽             |
| 爸爸           | 林揚   | 謝文遠的父親             |
|                | 吳炳南 | 貨運行老闆               |
| 輔導長         | 鄧安寧 | 陸軍金門防衛司令部輔導長 |
|                | 柯宇綸 | 印刷廠林太太兒子         |
|                | 林秀玲 |                          |

## 製作

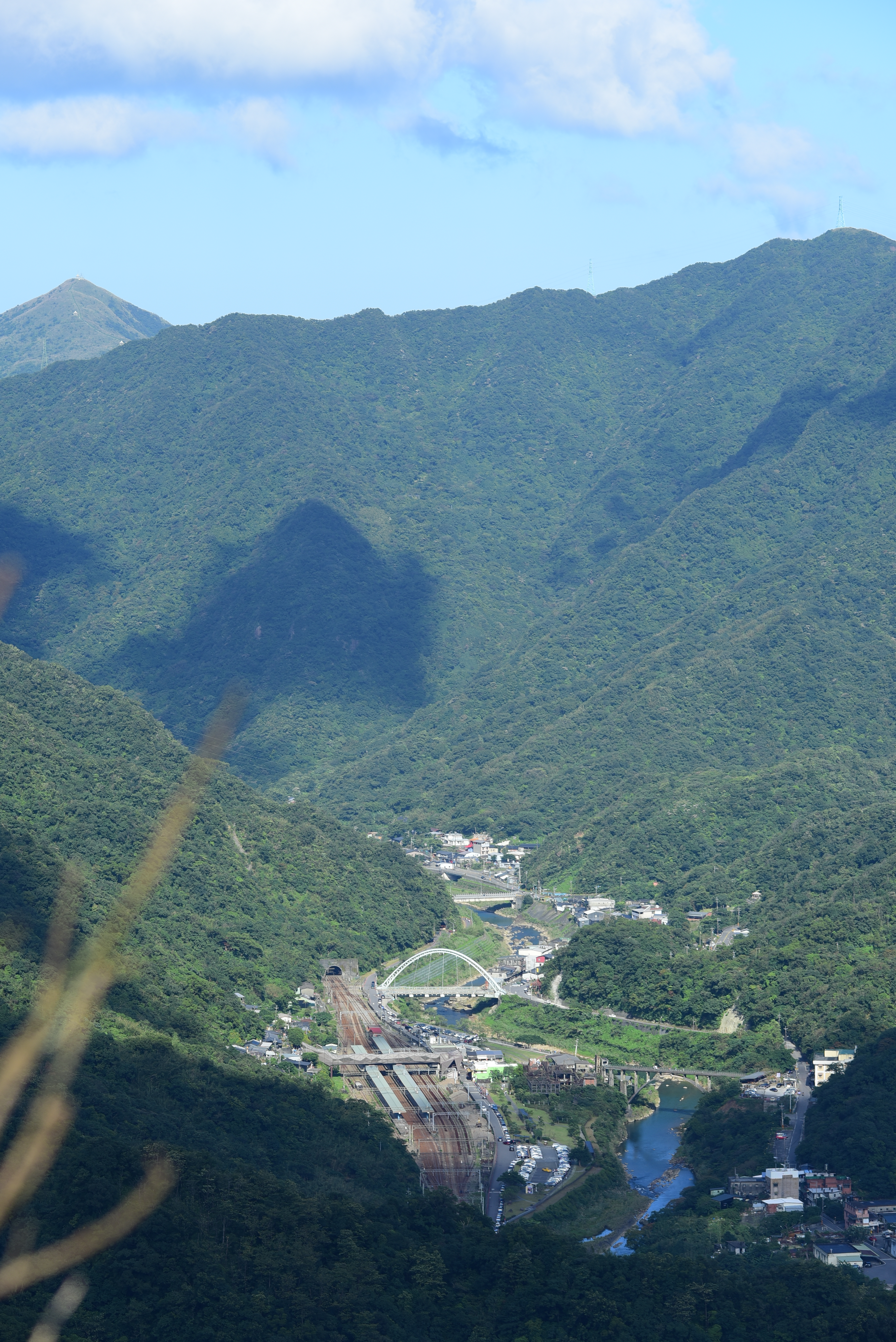
宜蘭線途徑猴硐地區的風景成為《戀戀風塵》的開頭畫面。

《戀戀風塵》以臺灣1970年代的都市化進程作為主題，當時的年輕人普遍離開故鄉前往都市尋找工作機會。故電影觸及了當時社會議題，包括年輕人在工作場所受到的虐待。電影也呈現了礦工們對礦業公司的不公平待遇提出抗議並提議罷工的情節。其主角謝文遠及江素雲的劇情，則根據吳念真的初戀經歷改編而成，經由詹宏志建議侯孝賢拍攝這個故事。隨後則由編劇朱天文與吳念真一同創作劇本，吳念真則提供故事素材。影片拍攝前，導演及編劇聯名致函行政院新聞局局長宋楚瑜，請求轉呈軍方協助支援，以拍攝阿元服兵役場景方面的支持。中央電影公司也曾檢附劇本，申請軍方支援前往金門實地拍攝。但是，軍方認為這段服兵役期間男女感情發生變故的劇情對未成年男女可能造成負面影響，而拒絕支援。因此，金門的場景只好在臺北市象山龍山洞、白沙灣、苗栗縣崎頂等地拍攝。
王晶文出演了阿遠一角，他於1985年即將畢業於中國文化大學戲劇藝術系時加入電影的拍攝。這部電影也成為他演藝生涯中唯一的電影作品。
電影拍攝初期，侯孝賢聘用了大批非專業演員和幕後人員，並前往北臺灣的煤礦產區，如九份崙頂社區、猴硐車站、平溪線、十分車站進行拍攝。拍攝過程中，電影中村落在戶外放映健康寫實電影《养鸭人家》的場景，被認為是有意對導演李行的致敬。阿雲在抵達台北後工作的裁縫店地點，今為西門町的紅樓。根據朱天文的說法，在原始劇本中，阿雲原本是要在一家餐廳工作的，但在西門町勘察地點時則發現一家服裝店非常具有懷舊感，於是改變了劇本。
剪輯部分則交由廖慶松負責，當時除負責《戀戀風塵》外，他則同時剪接楊德昌執導電影《恐怖分子》的剪輯工作。並表示因兩部片的調性不同，在緊湊排程容易混淆兩部片的節奏，故最終決定先處理《恐怖分子》，再完成《戀戀風塵》。

### 音樂
《戀戀風塵》原聲帶由陳明章製作，據馬世芳說，最初拍攝電影時，侯孝賢僅專注於電影拍攝，音樂事務工作則交由助理陳懷恩負責。當時成立音樂教室的陳明章曾製作一份試聽帶，透過好友何穎怡的幫助傳到侯孝賢手上，並交手陳懷恩。經過半年，陳明章後則接獲陳懷恩的邀請，因而擔任《戀戀風塵》的配樂製作。。其中，《戀戀風塵》配樂主透過簡單的樂器創作出輕柔、本土氣質的編曲，在發想來源主要來自歌仔戲音樂的無節拍樂句，電影上映後，原聲帶於1987年獲法國南特影展最佳配樂獎，這成為臺灣首部獲得國際電影配樂獎的電影。
《戀戀風塵》的原始母帶一共包含了六個音軌，但因被留在錄音室而遭到磁化。陳懷恩當時只保留了一卷卡帶作為紀念，但在隨後的幾年中，這條卡帶也遺失了。 然而在1993年，他意外地在自家陽台的一個盒子中找回。該卡帶盒並無遭受任何損壞，因此成為了《戀戀風塵》配樂唯一留下的孤本，同年，電影《戀戀風塵》的原聲帶正式發行。許景淳邀請陳揚負責後製，專輯以1986年的原始錄音為基礎，補充了當初未完成錄製的部分音樂。 這張原聲帶後榮獲第5屆金曲獎的最佳錄音獎、最佳演奏專輯獎，陳明章、陳揚和陳明章共同獲得了最佳演奏專輯製作人獎。該原聲帶在初次發行後不久即售罄，直到2016年由陳明章的個人工作室再次精裝發售。 隨附的紙本資料包括陳明章、陳揚和馬世芳提供的文字資料。
| 曲目                                                                  | 創作              |
| --------------------------------------------------------------------- | ----------------- |
| 1.歲月的船 (Ship Of Time)                                             | 作曲‧編曲：陳明章 |
| 2.戀戀風塵主題 (一）(Theme One - The Little Train On The Pingsi Line) | 作曲‧編曲：陳明章 |
| 3.戀戀風塵主題（二）(Theme Two - Longing)                             | 作曲‧編曲：陳明章 |
| 4.風的口哨 (The Whistling Of The Wind)                                | 作曲‧編曲：陳明章 |
| 5.戀戀風塵主題（三）(Theme Three - The Skies Of Jinmen)               | 作曲‧編曲：陳明章 |
| 6.雲的陰影 (The Shadow Of The Clouds)                                 | 作曲‧編曲：陳明章 |
| 7.戀戀風塵主題（四）(Theme Four - Departure)                          | 作曲‧編曲：陳明章 |
| 8.信 (The Letter)                                                     | 作曲‧編曲：陳明章 |
| 9.淡水騎車 (Riding In Danshui)                                        | 作曲‧編曲：陳明章 |
| 10.那一工，想起了柑仔店 (That Day, Remembering The Shop)              | 作曲‧編曲：陳明章 |
| 11.戀戀風塵主題（五）(Theme Five - Photo Of Home)                     | 作曲‧編曲：陳明章 |
| 12.扣 (Linking Up)                                                    | 作曲‧編曲：陳明章 |
| 13.牽你的手 (Holding Your Hand)                                       | 作曲‧編曲：陳明章 |
| 14.雨水 (Rainwater)                                                   | 作曲‧編曲：陳明章 |
| 15.無悔 (No Regrets)                                                  | 作曲‧編曲：陳明章 |

## 獎項

### 榮獲
- 法國南特影展

- 「最佳音樂獎」：陳明章 (女聲許景淳演唱)
- 「最佳攝影獎」：李屏賓

- 葡萄牙特羅伊亞影展

- 「最佳導演獎」：侯孝賢

- 學苑金像獎

- 「最佳導演獎」：侯孝賢

## 流行文化
2021年，由公共電視文化事業基金會出品的影集《天橋上的魔術師》中，曾使用該作品位於臺北市的公有綜合商場中華商場拍攝的片段作為發展及致敬，同時在片段中也令江素雲
及謝文遠，以及原作演員辛樹芬和王晶文以影像形式客串。

## 備註
1. ↑  香港電影票房 1987（華語電影） （页面存档备份，存于），〈香港電影票房全紀錄〉
2. ↑  國際化,雙語編排,文化整合,全球華人的雜誌, 台灣光華雜誌 Taiwan Panorama |. . 台灣光華雜誌 Taiwan Panorama | 國際化,雙語編排,文化整合,全球華人的雜誌.   [2023-10-25] （中文（臺灣））.
3. ↑  王廷琿，〈戀戀風塵〉 Archive.today的存檔，存档日期2012-07-12，《戀戀風塵：劇本及一部電影的開始到完成》
4. ↑  台灣電影史料庫[永久]，〈台灣電影資料庫〉
5. ↑  Storm.mg. . www.storm.mg. 2014-02-27  [2023-10-25]. （原始内容存档于2016-10-31） （中文（臺灣））.
6. ↑  Kuo, Tim. . DFUN. 2022-01-11  [2023-10-25]. （原始内容存档于2022-05-21） （中文（臺灣））.
7. ↑  雜誌. . artist-magazine.com.   [2023-10-25] （中文（臺灣））.
8. ↑  . 想想論壇.   [2023-10-25]. （原始内容存档于2023-05-27） （中文（繁體））.
9. ↑  中華民國文化部. . memory.culture.tw.   [2023-10-25] （中文（臺灣））.
10. ↑  郭麗娟 2005.
11. ↑  陳德愉 1997.
12. 1 2  . 林紙鶴：電影音樂筆記. 2022-08-21  [2023-10-25] （中文（臺灣））.
13. ↑  . 鏡週刊 Mirror Media.   [2023-10-25] （中文（繁體））.[]
14. 1 2  . anntw.com. 2017-11-21  [2023-10-25]. （原始内容存档于2023-09-26） （英语）.
15. ↑  葉孟宣. . 臺北市: 國立臺北藝術大學音樂學研究所. 2016.
16. ↑  . 影視及流行音樂產業局. 2023-05-24  [2023-10-25] （中文（臺灣））.
17. ↑  馬世芳. . 耳目江湖. 2017-11-18  [2023-10-25] （英语）.
18. ↑  . vocus.cc. 2021-03-21  [2023-02-04]. （原始内容存档于2023-02-04） （英语）.
19. ↑  . Dappei 搭配 - 高質感服飾穿搭社群.   [2023-02-04]. （原始内容存档于2023-02-04） （中文（臺灣））.

## 外部連結
- 開眼電影網上《戀戀風塵》的資料（繁體中文）
- 香港影庫上《戀戀風塵》的資料（繁體中文）
- 时光网上《戀戀風塵》的資料（简体中文）
- 豆瓣电影上《戀戀風塵》的資料 （简体中文）
- 爛番茄上《戀戀風塵》的資料（英文）
- AllMovie上《戀戀風塵》的资料（英文）
- 互联网电影数据库（IMDb）上《戀戀風塵》的资料（英文）
- 戀戀風塵（Dust In The Wind），〈台灣電影資料庫〉